# ISG Business School
ISG Business School és una escola de negocis europea amb seus a París, Nova York i Tòquio. Fundada l'any 1967. ISG se situa entre les escoles de negocis més ben valorades del món: el 2018 va ocupar la primer posició a la llista de les millors Títol de Grau de negocis francès publicada pel L'Étudiant. Els programes de l'escola compten amb una triple acreditació, a càrrec dels organismes ACBSP, CGE i UGEI. Per l'escola hi han passat més de 21.000 estudiants que després han ocupat llocs de responsabilitat en el món dels negocis i la política, com ara François Baroin (Ministre), Stéphane Courbit (CEO Endemol), Thomas Limberger (CEO General Electric) i xef protagonista Anne-Sophie Pic.